# Commission Delors II
Pour les articles homonymes, voir Commission Delors.

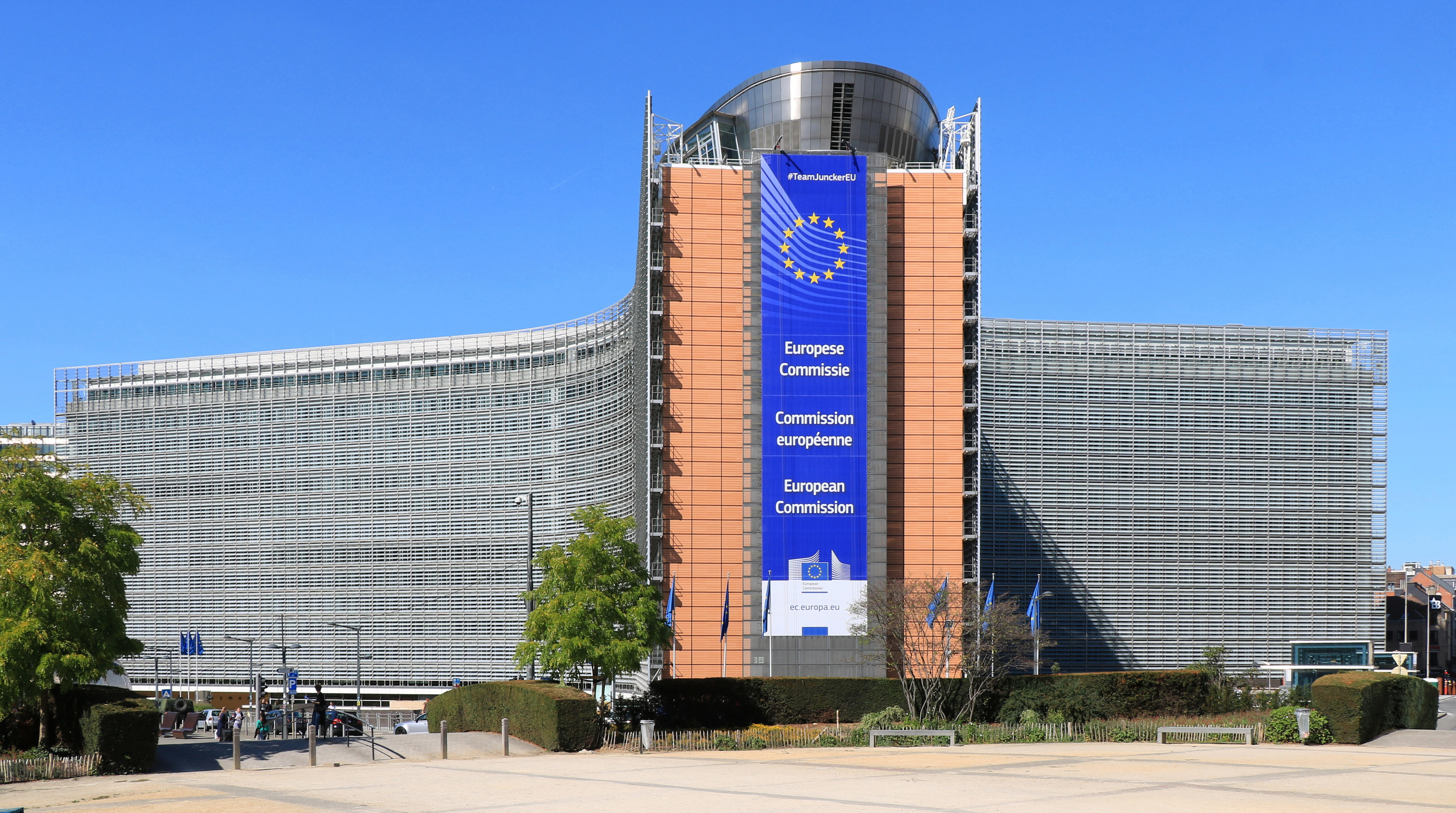
Siège de la Commission européenne à Bruxelles (Bâtiment Berlaymont).

La seconde commission Delors est le nom donné à la commission européenne présidée par Jacques Delors de 1989 à 1992. Elle fut suivie par la commission Delors III.

## Histoire

### Évènements majeurs
- 1989 : Décision de la Cour de justice des Communautés européennes concernant la non-discrimination par nationalité. Présentation du Rapport Delors. Déclaration des droits et libertés fondamentales adopté par le Parlement. Troisième élections directes au Parlement. L'Espagne et le Portugal rejoignent Système monétaire européen. Le mur de Berlin tombe, conduisant à des accords et à l'adhésion des pays de l'est. Signature de la convention de Lomé.
- 1990 : La Commission se réunit pour la 1000e fois. Établissement de la Banque européenne pour la reconstruction et le développement. Signature de la convention de Schengen. Réunification allemande.
- 1991 : Décision de la Cour de justice des Communautés européennes concernant la non-discrimination par genre. Établissement de la Direction générale de l'aide humanitaire. Signature de la charte énergétique. Dissolution de l'Union des républiques socialistes soviétiques.
- 1992 : Signature du traité de Maastricht, le Danemark ne le ratifie pas. Signature des accords de l'Espace économique européen (EEE) ; la Suisse n'y adhère pas.

## Composition
| Portefeuilles À défaut, titre au sein de la Commission                                  | Commissaire | Commissaire            | État membre                         | Parti politique                                        |
| --------------------------------------------------------------------------------------- | ----------- | ---------------------- | ----------------------------------- | ------------------------------------------------------ |
| Président de la Commission des Communautés européennes                                  |             | Jacques Delors         | France                              | Parti socialiste                                       |
| Vice-président Relations extérieures et Commerce                                        |             | Frans Andriessen       | Pays-Bas                            | Christen Democratisch Appèl                            |
| Vice-président Marché intérieur et Industrie                                            |             | Martin Bangemann       | Allemagne de l'Ouest puis Allemagne | Freie Demokratische Partei                             |
| Vice-président Concurrence et Institutions financières                                  |             | Leon Brittan           | Royaume-Uni                         | Conservative Party                                     |
| Vice-président Affaires économiques et monétaires et Coordination des Fonds structurels |             | Henning Christophersen | Danemark                            | Venstre                                                |
| Vice-président Coopération, Développement et Pêche                                      |             | Manuel Marín           | Espagne                             | Partido Socialista Obrero Español                      |
| Vice-président Science, Recherche, Développement, Télécommunications et Innovation      |             | Filippo Maria Pandolfi | Italie                              | Democrazia Cristiana                                   |
| Énergie, Euratom, Petites et moyennes entreprises, Personnel et Traduction              |             | Antonio Cardoso        | Portugal                            | Partido Social Democrata                               |
| Affaires culturelles et Audiovisuel                                                     |             | Jean Dondelinger       | Luxembourg                          | Sans étiquette                                         |
| Agriculture et Développement rural                                                      |             | Ray Mac Sharry         | Irlande                             | Fianna Fáil                                            |
| Politique méditerranéenne et latino-américaine                                          |             | Abel Matutes           | Espagne                             | Alianza Popular puis Partido popular                   |
| Transports et Protection des consommateurs                                              |             | Karel Van Miert        | Belgique                            | Socialistische Partij Anders                           |
| Politique régionale                                                                     |             | Bruce Millan           | Royaume-Uni                         | Labour Party                                           |
| Emploi et Affaires sociales                                                             |             | Vásso Papandréou       | Grèce                               | Πανελλήνιο Σοσιαλιστικό Κίνημα (PASOK)                 |
| Environnement, Énergie et Protection civile                                             |             | Carlo Ripa di Meana    | Italie                              | Partito Socialista Italiano                            |
| Budget                                                                                  |             | Peter Schmidhuber      | Allemagne de l'Ouest puis Allemagne | Christlich Demokratische Union Deutschlands            |
| Fiscalité et Union douanière                                                            |             | Christiane Scrivener   | France                              | Union pour la démocratie française — Parti républicain |

### Secrétaire général
Le Secrétaire général de la Commission européenne durant cette Commission était David Williamson.

## Sources

## Compléments